# Алюмінієві галуни
Алюмі́нієві галуни́ — подвійні солі сірчаної кислоти типу MAl(SO4)2·12H2O або M2SO4·Al2(SO4)3·24H2O, де M — катіон одновалентного металу або NH+
4

## Характеристики
Алюмінієві галуни — безколірні кристали, розчиняючись у воді, дисоціюють на іони M+1, Al+3, SO−2
4.
Тепер алюмінієві галуни розглядають як нестійкі в розчині комплексні сполуки.

## Використання
Калійово-алюмінійовий галун використовують для фарбування тканин протравними барвниками, для дублення шкір, у медицині тощо.